# Британские учёные
Британские учёные — интернет-мем, персонаж русского интернет-фольклора. Термин используется авторами сообщений о научных исследованиях, подаваемых как абсурдные. При этом абсурдность может возникать только в изложении автора текста и часто содержится в заголовке.
Термин употребляется в неизменной форме и не имеет вариантов в единственном числе («британский учёный»). Имеет синоним («английские учёные»).
Как правило, сообщения о деятельности «британских учёных» основаны на действительно проведённых исследованиях, которые, однако, выходят за рамки общепринятого представления о серьёзных научных изысканиях. Например, в разное время от лица британских учёных сообщалось о том что «девять из десяти лондонских божьих коровок болеют грибковым венерическим заболеванием», «люди начинают лгать с шестимесячного возраста», «британские учёные самые умные». В двадцать первом веке появление «британских учёных» в начале текста вызывает у читателя ожидание абсурдности излагаемых фактов.
Мем имеет рациональное зерно: тексты типа «британские учёные доказали», без указания, кто и где, являются разновидностью демагогии — отсылкой на анонимный авторитет.
Как написал журнал New Scientist в декабре 2017 года: «Когда они слышат фразу „британские учёные“, русские не склонны думать о Ньютоне, Дарвине или Фарадее; они также не думают о Стивене Хокинге или Питере Хиггсе. Вместо этого они гораздо чаще думают о психологе Ричарде Стивенсе из Университета Киля, который ранее в этом году показал, что ругань может помочь уменьшить боль. Или Олли Лоуколе, поведенческом экологе из Лондонского университета королевы Марии, который научил шмелей играть в футбол».
В 2009 году редакторы научной колонки из The Independent придумали британский аналог «британским учёным» — «Университет чертовски очевидного».

## Происхождение термина
История появления мема не установлена. На сайте «Луркоморье» указывается, что понятие впервые сформировалось в ироничном значении в конце 2003 года на российском коллективном блоге dirty.ru. Массовую раскрутку и продвижение этого термина приписывают пользователю dirty.ru Плешнеру, сделавшему в 2004 году на эту тему более сотни постов в различных известных рунетовских блогах. Вместе с тем, лингвист и исследователь «интернет-языка» Максим Кронгауз упоминает, что все открытия «британских учёных», приводимые Плешнером, уже были ранее опубликованы в российских СМИ.
Своей устойчивости мем обязан ряду причин:
- важная роль Великобритании в развитии науки;
- образовательные реформы XX века;
- большая доля английских научных публикаций в общей массе;
- особенности грантовой политики в стране, а также заказы коммерческих организаций;
- искажение результатов исследований из-за непонимания их журналистами.